# Сомов-Насимович, Евгений Николаевич
Евге́ний Никола́евич Со́мов-Насимо́вич (15 апреля 1910, Москва, Московская губерния, Российская империя — 22 июля 1944, Казань) — советский шахматный композитор. Настоящая фамилия: Насимович, статьи и этюды он публиковал под фамилией матери (Сомов). Основная профессия: корректор издательства «Известия».
Родился в Москве в семье литературного критика Н. Ф. Чужака (Насимовича). Начал составлять этюды и задачи в 1926 году. С 1932 по 1934 годы работал редактором отдела этюдов в журнале «64 Шахматное обозрение»; там же он публиковал свои статьи по композиции.
Одна из описанных им задачных тем осталась в истории шахматной композиции как тема Сомова. В 1934—1938 годах Сомов-Насимович, вместе с Сергеем Каминером, был редактором отдела этюдов шахматной газеты «64». Был другом Марины и Анастасии Цветаевых. Созданные им этюды и задачи получили ряд высоких оценок на конкурсах.
После эвакуации в Татарскую АССР был в феврале 1943 года арестован и осужден особым Совещанием Народного Комиссариата Внутренних дел СССР от 19.05.1943 г. за «контрреволюционную пропаганду». Умер 22 июля 1944 года.

## Этюды
|   | a | b | c | d | e | f | g | h |   |
| - | --- | --- | --- | --- | --- | --- | --- | --- | - |
| 8 | d8 чёрный слон · a7 чёрная пешка · h7 чёрный король · c5 белая ладья · f3 белая пешка · b2 чёрная ладья · f2 белый конь · h2 белый король | d8 чёрный слон · a7 чёрная пешка · h7 чёрный король · c5 белая ладья · f3 белая пешка · b2 чёрная ладья · f2 белый конь · h2 белый король | d8 чёрный слон · a7 чёрная пешка · h7 чёрный король · c5 белая ладья · f3 белая пешка · b2 чёрная ладья · f2 белый конь · h2 белый король | d8 чёрный слон · a7 чёрная пешка · h7 чёрный король · c5 белая ладья · f3 белая пешка · b2 чёрная ладья · f2 белый конь · h2 белый король | d8 чёрный слон · a7 чёрная пешка · h7 чёрный король · c5 белая ладья · f3 белая пешка · b2 чёрная ладья · f2 белый конь · h2 белый король | d8 чёрный слон · a7 чёрная пешка · h7 чёрный король · c5 белая ладья · f3 белая пешка · b2 чёрная ладья · f2 белый конь · h2 белый король | d8 чёрный слон · a7 чёрная пешка · h7 чёрный король · c5 белая ладья · f3 белая пешка · b2 чёрная ладья · f2 белый конь · h2 белый король | d8 чёрный слон · a7 чёрная пешка · h7 чёрный король · c5 белая ладья · f3 белая пешка · b2 чёрная ладья · f2 белый конь · h2 белый король | 8 |
| 7 | d8 чёрный слон · a7 чёрная пешка · h7 чёрный король · c5 белая ладья · f3 белая пешка · b2 чёрная ладья · f2 белый конь · h2 белый король | d8 чёрный слон · a7 чёрная пешка · h7 чёрный король · c5 белая ладья · f3 белая пешка · b2 чёрная ладья · f2 белый конь · h2 белый король | d8 чёрный слон · a7 чёрная пешка · h7 чёрный король · c5 белая ладья · f3 белая пешка · b2 чёрная ладья · f2 белый конь · h2 белый король | d8 чёрный слон · a7 чёрная пешка · h7 чёрный король · c5 белая ладья · f3 белая пешка · b2 чёрная ладья · f2 белый конь · h2 белый король | d8 чёрный слон · a7 чёрная пешка · h7 чёрный король · c5 белая ладья · f3 белая пешка · b2 чёрная ладья · f2 белый конь · h2 белый король | d8 чёрный слон · a7 чёрная пешка · h7 чёрный король · c5 белая ладья · f3 белая пешка · b2 чёрная ладья · f2 белый конь · h2 белый король | d8 чёрный слон · a7 чёрная пешка · h7 чёрный король · c5 белая ладья · f3 белая пешка · b2 чёрная ладья · f2 белый конь · h2 белый король | d8 чёрный слон · a7 чёрная пешка · h7 чёрный король · c5 белая ладья · f3 белая пешка · b2 чёрная ладья · f2 белый конь · h2 белый король | 7 |
| 6 | d8 чёрный слон · a7 чёрная пешка · h7 чёрный король · c5 белая ладья · f3 белая пешка · b2 чёрная ладья · f2 белый конь · h2 белый король | d8 чёрный слон · a7 чёрная пешка · h7 чёрный король · c5 белая ладья · f3 белая пешка · b2 чёрная ладья · f2 белый конь · h2 белый король | d8 чёрный слон · a7 чёрная пешка · h7 чёрный король · c5 белая ладья · f3 белая пешка · b2 чёрная ладья · f2 белый конь · h2 белый король | d8 чёрный слон · a7 чёрная пешка · h7 чёрный король · c5 белая ладья · f3 белая пешка · b2 чёрная ладья · f2 белый конь · h2 белый король | d8 чёрный слон · a7 чёрная пешка · h7 чёрный король · c5 белая ладья · f3 белая пешка · b2 чёрная ладья · f2 белый конь · h2 белый король | d8 чёрный слон · a7 чёрная пешка · h7 чёрный король · c5 белая ладья · f3 белая пешка · b2 чёрная ладья · f2 белый конь · h2 белый король | d8 чёрный слон · a7 чёрная пешка · h7 чёрный король · c5 белая ладья · f3 белая пешка · b2 чёрная ладья · f2 белый конь · h2 белый король | d8 чёрный слон · a7 чёрная пешка · h7 чёрный король · c5 белая ладья · f3 белая пешка · b2 чёрная ладья · f2 белый конь · h2 белый король | 6 |
| 5 | d8 чёрный слон · a7 чёрная пешка · h7 чёрный король · c5 белая ладья · f3 белая пешка · b2 чёрная ладья · f2 белый конь · h2 белый король | d8 чёрный слон · a7 чёрная пешка · h7 чёрный король · c5 белая ладья · f3 белая пешка · b2 чёрная ладья · f2 белый конь · h2 белый король | d8 чёрный слон · a7 чёрная пешка · h7 чёрный король · c5 белая ладья · f3 белая пешка · b2 чёрная ладья · f2 белый конь · h2 белый король | d8 чёрный слон · a7 чёрная пешка · h7 чёрный король · c5 белая ладья · f3 белая пешка · b2 чёрная ладья · f2 белый конь · h2 белый король | d8 чёрный слон · a7 чёрная пешка · h7 чёрный король · c5 белая ладья · f3 белая пешка · b2 чёрная ладья · f2 белый конь · h2 белый король | d8 чёрный слон · a7 чёрная пешка · h7 чёрный король · c5 белая ладья · f3 белая пешка · b2 чёрная ладья · f2 белый конь · h2 белый король | d8 чёрный слон · a7 чёрная пешка · h7 чёрный король · c5 белая ладья · f3 белая пешка · b2 чёрная ладья · f2 белый конь · h2 белый король | d8 чёрный слон · a7 чёрная пешка · h7 чёрный король · c5 белая ладья · f3 белая пешка · b2 чёрная ладья · f2 белый конь · h2 белый король | 5 |
| 4 | d8 чёрный слон · a7 чёрная пешка · h7 чёрный король · c5 белая ладья · f3 белая пешка · b2 чёрная ладья · f2 белый конь · h2 белый король | d8 чёрный слон · a7 чёрная пешка · h7 чёрный король · c5 белая ладья · f3 белая пешка · b2 чёрная ладья · f2 белый конь · h2 белый король | d8 чёрный слон · a7 чёрная пешка · h7 чёрный король · c5 белая ладья · f3 белая пешка · b2 чёрная ладья · f2 белый конь · h2 белый король | d8 чёрный слон · a7 чёрная пешка · h7 чёрный король · c5 белая ладья · f3 белая пешка · b2 чёрная ладья · f2 белый конь · h2 белый король | d8 чёрный слон · a7 чёрная пешка · h7 чёрный король · c5 белая ладья · f3 белая пешка · b2 чёрная ладья · f2 белый конь · h2 белый король | d8 чёрный слон · a7 чёрная пешка · h7 чёрный король · c5 белая ладья · f3 белая пешка · b2 чёрная ладья · f2 белый конь · h2 белый король | d8 чёрный слон · a7 чёрная пешка · h7 чёрный король · c5 белая ладья · f3 белая пешка · b2 чёрная ладья · f2 белый конь · h2 белый король | d8 чёрный слон · a7 чёрная пешка · h7 чёрный король · c5 белая ладья · f3 белая пешка · b2 чёрная ладья · f2 белый конь · h2 белый король | 4 |
| 3 | d8 чёрный слон · a7 чёрная пешка · h7 чёрный король · c5 белая ладья · f3 белая пешка · b2 чёрная ладья · f2 белый конь · h2 белый король | d8 чёрный слон · a7 чёрная пешка · h7 чёрный король · c5 белая ладья · f3 белая пешка · b2 чёрная ладья · f2 белый конь · h2 белый король | d8 чёрный слон · a7 чёрная пешка · h7 чёрный король · c5 белая ладья · f3 белая пешка · b2 чёрная ладья · f2 белый конь · h2 белый король | d8 чёрный слон · a7 чёрная пешка · h7 чёрный король · c5 белая ладья · f3 белая пешка · b2 чёрная ладья · f2 белый конь · h2 белый король | d8 чёрный слон · a7 чёрная пешка · h7 чёрный король · c5 белая ладья · f3 белая пешка · b2 чёрная ладья · f2 белый конь · h2 белый король | d8 чёрный слон · a7 чёрная пешка · h7 чёрный король · c5 белая ладья · f3 белая пешка · b2 чёрная ладья · f2 белый конь · h2 белый король | d8 чёрный слон · a7 чёрная пешка · h7 чёрный король · c5 белая ладья · f3 белая пешка · b2 чёрная ладья · f2 белый конь · h2 белый король | d8 чёрный слон · a7 чёрная пешка · h7 чёрный король · c5 белая ладья · f3 белая пешка · b2 чёрная ладья · f2 белый конь · h2 белый король | 3 |
| 2 | d8 чёрный слон · a7 чёрная пешка · h7 чёрный король · c5 белая ладья · f3 белая пешка · b2 чёрная ладья · f2 белый конь · h2 белый король | d8 чёрный слон · a7 чёрная пешка · h7 чёрный король · c5 белая ладья · f3 белая пешка · b2 чёрная ладья · f2 белый конь · h2 белый король | d8 чёрный слон · a7 чёрная пешка · h7 чёрный король · c5 белая ладья · f3 белая пешка · b2 чёрная ладья · f2 белый конь · h2 белый король | d8 чёрный слон · a7 чёрная пешка · h7 чёрный король · c5 белая ладья · f3 белая пешка · b2 чёрная ладья · f2 белый конь · h2 белый король | d8 чёрный слон · a7 чёрная пешка · h7 чёрный король · c5 белая ладья · f3 белая пешка · b2 чёрная ладья · f2 белый конь · h2 белый король | d8 чёрный слон · a7 чёрная пешка · h7 чёрный король · c5 белая ладья · f3 белая пешка · b2 чёрная ладья · f2 белый конь · h2 белый король | d8 чёрный слон · a7 чёрная пешка · h7 чёрный король · c5 белая ладья · f3 белая пешка · b2 чёрная ладья · f2 белый конь · h2 белый король | d8 чёрный слон · a7 чёрная пешка · h7 чёрный король · c5 белая ладья · f3 белая пешка · b2 чёрная ладья · f2 белый конь · h2 белый король | 2 |
| 1 | d8 чёрный слон · a7 чёрная пешка · h7 чёрный король · c5 белая ладья · f3 белая пешка · b2 чёрная ладья · f2 белый конь · h2 белый король | d8 чёрный слон · a7 чёрная пешка · h7 чёрный король · c5 белая ладья · f3 белая пешка · b2 чёрная ладья · f2 белый конь · h2 белый король | d8 чёрный слон · a7 чёрная пешка · h7 чёрный король · c5 белая ладья · f3 белая пешка · b2 чёрная ладья · f2 белый конь · h2 белый король | d8 чёрный слон · a7 чёрная пешка · h7 чёрный король · c5 белая ладья · f3 белая пешка · b2 чёрная ладья · f2 белый конь · h2 белый король | d8 чёрный слон · a7 чёрная пешка · h7 чёрный король · c5 белая ладья · f3 белая пешка · b2 чёрная ладья · f2 белый конь · h2 белый король | d8 чёрный слон · a7 чёрная пешка · h7 чёрный король · c5 белая ладья · f3 белая пешка · b2 чёрная ладья · f2 белый конь · h2 белый король | d8 чёрный слон · a7 чёрная пешка · h7 чёрный король · c5 белая ладья · f3 белая пешка · b2 чёрная ладья · f2 белый конь · h2 белый король | d8 чёрный слон · a7 чёрная пешка · h7 чёрный король · c5 белая ладья · f3 белая пешка · b2 чёрная ладья · f2 белый конь · h2 белый король | 1 |
|   | a | b | c | d | e | f | g | h |   |

Решение.

1. Крg3 Л:f2!!

2. Лh5+! (2. Кр: f2? Сb6) Крg6

3. Лd5 Сb6

4. Лd6+ Крf5!

5. Л:b6! Л:f3+!

6. Крg2!! ab

7. Кр: f3 ничья.
|   | a | b | c | d | e | f | g | h |   |
| - | --- | --- | --- | --- | --- | --- | --- | --- | - |
| 8 | h8 чёрный слон · c7 белая ладья · f7 белая пешка · g7 чёрный ферзь · e6 чёрный слон · g6 белый слон · e5 белая пешка · b2 белая пешка · c2 белая пешка · f2 чёрный король · a1 белый король | h8 чёрный слон · c7 белая ладья · f7 белая пешка · g7 чёрный ферзь · e6 чёрный слон · g6 белый слон · e5 белая пешка · b2 белая пешка · c2 белая пешка · f2 чёрный король · a1 белый король | h8 чёрный слон · c7 белая ладья · f7 белая пешка · g7 чёрный ферзь · e6 чёрный слон · g6 белый слон · e5 белая пешка · b2 белая пешка · c2 белая пешка · f2 чёрный король · a1 белый король | h8 чёрный слон · c7 белая ладья · f7 белая пешка · g7 чёрный ферзь · e6 чёрный слон · g6 белый слон · e5 белая пешка · b2 белая пешка · c2 белая пешка · f2 чёрный король · a1 белый король | h8 чёрный слон · c7 белая ладья · f7 белая пешка · g7 чёрный ферзь · e6 чёрный слон · g6 белый слон · e5 белая пешка · b2 белая пешка · c2 белая пешка · f2 чёрный король · a1 белый король | h8 чёрный слон · c7 белая ладья · f7 белая пешка · g7 чёрный ферзь · e6 чёрный слон · g6 белый слон · e5 белая пешка · b2 белая пешка · c2 белая пешка · f2 чёрный король · a1 белый король | h8 чёрный слон · c7 белая ладья · f7 белая пешка · g7 чёрный ферзь · e6 чёрный слон · g6 белый слон · e5 белая пешка · b2 белая пешка · c2 белая пешка · f2 чёрный король · a1 белый король | h8 чёрный слон · c7 белая ладья · f7 белая пешка · g7 чёрный ферзь · e6 чёрный слон · g6 белый слон · e5 белая пешка · b2 белая пешка · c2 белая пешка · f2 чёрный король · a1 белый король | 8 |
| 7 | h8 чёрный слон · c7 белая ладья · f7 белая пешка · g7 чёрный ферзь · e6 чёрный слон · g6 белый слон · e5 белая пешка · b2 белая пешка · c2 белая пешка · f2 чёрный король · a1 белый король | h8 чёрный слон · c7 белая ладья · f7 белая пешка · g7 чёрный ферзь · e6 чёрный слон · g6 белый слон · e5 белая пешка · b2 белая пешка · c2 белая пешка · f2 чёрный король · a1 белый король | h8 чёрный слон · c7 белая ладья · f7 белая пешка · g7 чёрный ферзь · e6 чёрный слон · g6 белый слон · e5 белая пешка · b2 белая пешка · c2 белая пешка · f2 чёрный король · a1 белый король | h8 чёрный слон · c7 белая ладья · f7 белая пешка · g7 чёрный ферзь · e6 чёрный слон · g6 белый слон · e5 белая пешка · b2 белая пешка · c2 белая пешка · f2 чёрный король · a1 белый король | h8 чёрный слон · c7 белая ладья · f7 белая пешка · g7 чёрный ферзь · e6 чёрный слон · g6 белый слон · e5 белая пешка · b2 белая пешка · c2 белая пешка · f2 чёрный король · a1 белый король | h8 чёрный слон · c7 белая ладья · f7 белая пешка · g7 чёрный ферзь · e6 чёрный слон · g6 белый слон · e5 белая пешка · b2 белая пешка · c2 белая пешка · f2 чёрный король · a1 белый король | h8 чёрный слон · c7 белая ладья · f7 белая пешка · g7 чёрный ферзь · e6 чёрный слон · g6 белый слон · e5 белая пешка · b2 белая пешка · c2 белая пешка · f2 чёрный король · a1 белый король | h8 чёрный слон · c7 белая ладья · f7 белая пешка · g7 чёрный ферзь · e6 чёрный слон · g6 белый слон · e5 белая пешка · b2 белая пешка · c2 белая пешка · f2 чёрный король · a1 белый король | 7 |
| 6 | h8 чёрный слон · c7 белая ладья · f7 белая пешка · g7 чёрный ферзь · e6 чёрный слон · g6 белый слон · e5 белая пешка · b2 белая пешка · c2 белая пешка · f2 чёрный король · a1 белый король | h8 чёрный слон · c7 белая ладья · f7 белая пешка · g7 чёрный ферзь · e6 чёрный слон · g6 белый слон · e5 белая пешка · b2 белая пешка · c2 белая пешка · f2 чёрный король · a1 белый король | h8 чёрный слон · c7 белая ладья · f7 белая пешка · g7 чёрный ферзь · e6 чёрный слон · g6 белый слон · e5 белая пешка · b2 белая пешка · c2 белая пешка · f2 чёрный король · a1 белый король | h8 чёрный слон · c7 белая ладья · f7 белая пешка · g7 чёрный ферзь · e6 чёрный слон · g6 белый слон · e5 белая пешка · b2 белая пешка · c2 белая пешка · f2 чёрный король · a1 белый король | h8 чёрный слон · c7 белая ладья · f7 белая пешка · g7 чёрный ферзь · e6 чёрный слон · g6 белый слон · e5 белая пешка · b2 белая пешка · c2 белая пешка · f2 чёрный король · a1 белый король | h8 чёрный слон · c7 белая ладья · f7 белая пешка · g7 чёрный ферзь · e6 чёрный слон · g6 белый слон · e5 белая пешка · b2 белая пешка · c2 белая пешка · f2 чёрный король · a1 белый король | h8 чёрный слон · c7 белая ладья · f7 белая пешка · g7 чёрный ферзь · e6 чёрный слон · g6 белый слон · e5 белая пешка · b2 белая пешка · c2 белая пешка · f2 чёрный король · a1 белый король | h8 чёрный слон · c7 белая ладья · f7 белая пешка · g7 чёрный ферзь · e6 чёрный слон · g6 белый слон · e5 белая пешка · b2 белая пешка · c2 белая пешка · f2 чёрный король · a1 белый король | 6 |
| 5 | h8 чёрный слон · c7 белая ладья · f7 белая пешка · g7 чёрный ферзь · e6 чёрный слон · g6 белый слон · e5 белая пешка · b2 белая пешка · c2 белая пешка · f2 чёрный король · a1 белый король | h8 чёрный слон · c7 белая ладья · f7 белая пешка · g7 чёрный ферзь · e6 чёрный слон · g6 белый слон · e5 белая пешка · b2 белая пешка · c2 белая пешка · f2 чёрный король · a1 белый король | h8 чёрный слон · c7 белая ладья · f7 белая пешка · g7 чёрный ферзь · e6 чёрный слон · g6 белый слон · e5 белая пешка · b2 белая пешка · c2 белая пешка · f2 чёрный король · a1 белый король | h8 чёрный слон · c7 белая ладья · f7 белая пешка · g7 чёрный ферзь · e6 чёрный слон · g6 белый слон · e5 белая пешка · b2 белая пешка · c2 белая пешка · f2 чёрный король · a1 белый король | h8 чёрный слон · c7 белая ладья · f7 белая пешка · g7 чёрный ферзь · e6 чёрный слон · g6 белый слон · e5 белая пешка · b2 белая пешка · c2 белая пешка · f2 чёрный король · a1 белый король | h8 чёрный слон · c7 белая ладья · f7 белая пешка · g7 чёрный ферзь · e6 чёрный слон · g6 белый слон · e5 белая пешка · b2 белая пешка · c2 белая пешка · f2 чёрный король · a1 белый король | h8 чёрный слон · c7 белая ладья · f7 белая пешка · g7 чёрный ферзь · e6 чёрный слон · g6 белый слон · e5 белая пешка · b2 белая пешка · c2 белая пешка · f2 чёрный король · a1 белый король | h8 чёрный слон · c7 белая ладья · f7 белая пешка · g7 чёрный ферзь · e6 чёрный слон · g6 белый слон · e5 белая пешка · b2 белая пешка · c2 белая пешка · f2 чёрный король · a1 белый король | 5 |
| 4 | h8 чёрный слон · c7 белая ладья · f7 белая пешка · g7 чёрный ферзь · e6 чёрный слон · g6 белый слон · e5 белая пешка · b2 белая пешка · c2 белая пешка · f2 чёрный король · a1 белый король | h8 чёрный слон · c7 белая ладья · f7 белая пешка · g7 чёрный ферзь · e6 чёрный слон · g6 белый слон · e5 белая пешка · b2 белая пешка · c2 белая пешка · f2 чёрный король · a1 белый король | h8 чёрный слон · c7 белая ладья · f7 белая пешка · g7 чёрный ферзь · e6 чёрный слон · g6 белый слон · e5 белая пешка · b2 белая пешка · c2 белая пешка · f2 чёрный король · a1 белый король | h8 чёрный слон · c7 белая ладья · f7 белая пешка · g7 чёрный ферзь · e6 чёрный слон · g6 белый слон · e5 белая пешка · b2 белая пешка · c2 белая пешка · f2 чёрный король · a1 белый король | h8 чёрный слон · c7 белая ладья · f7 белая пешка · g7 чёрный ферзь · e6 чёрный слон · g6 белый слон · e5 белая пешка · b2 белая пешка · c2 белая пешка · f2 чёрный король · a1 белый король | h8 чёрный слон · c7 белая ладья · f7 белая пешка · g7 чёрный ферзь · e6 чёрный слон · g6 белый слон · e5 белая пешка · b2 белая пешка · c2 белая пешка · f2 чёрный король · a1 белый король | h8 чёрный слон · c7 белая ладья · f7 белая пешка · g7 чёрный ферзь · e6 чёрный слон · g6 белый слон · e5 белая пешка · b2 белая пешка · c2 белая пешка · f2 чёрный король · a1 белый король | h8 чёрный слон · c7 белая ладья · f7 белая пешка · g7 чёрный ферзь · e6 чёрный слон · g6 белый слон · e5 белая пешка · b2 белая пешка · c2 белая пешка · f2 чёрный король · a1 белый король | 4 |
| 3 | h8 чёрный слон · c7 белая ладья · f7 белая пешка · g7 чёрный ферзь · e6 чёрный слон · g6 белый слон · e5 белая пешка · b2 белая пешка · c2 белая пешка · f2 чёрный король · a1 белый король | h8 чёрный слон · c7 белая ладья · f7 белая пешка · g7 чёрный ферзь · e6 чёрный слон · g6 белый слон · e5 белая пешка · b2 белая пешка · c2 белая пешка · f2 чёрный король · a1 белый король | h8 чёрный слон · c7 белая ладья · f7 белая пешка · g7 чёрный ферзь · e6 чёрный слон · g6 белый слон · e5 белая пешка · b2 белая пешка · c2 белая пешка · f2 чёрный король · a1 белый король | h8 чёрный слон · c7 белая ладья · f7 белая пешка · g7 чёрный ферзь · e6 чёрный слон · g6 белый слон · e5 белая пешка · b2 белая пешка · c2 белая пешка · f2 чёрный король · a1 белый король | h8 чёрный слон · c7 белая ладья · f7 белая пешка · g7 чёрный ферзь · e6 чёрный слон · g6 белый слон · e5 белая пешка · b2 белая пешка · c2 белая пешка · f2 чёрный король · a1 белый король | h8 чёрный слон · c7 белая ладья · f7 белая пешка · g7 чёрный ферзь · e6 чёрный слон · g6 белый слон · e5 белая пешка · b2 белая пешка · c2 белая пешка · f2 чёрный король · a1 белый король | h8 чёрный слон · c7 белая ладья · f7 белая пешка · g7 чёрный ферзь · e6 чёрный слон · g6 белый слон · e5 белая пешка · b2 белая пешка · c2 белая пешка · f2 чёрный король · a1 белый король | h8 чёрный слон · c7 белая ладья · f7 белая пешка · g7 чёрный ферзь · e6 чёрный слон · g6 белый слон · e5 белая пешка · b2 белая пешка · c2 белая пешка · f2 чёрный король · a1 белый король | 3 |
| 2 | h8 чёрный слон · c7 белая ладья · f7 белая пешка · g7 чёрный ферзь · e6 чёрный слон · g6 белый слон · e5 белая пешка · b2 белая пешка · c2 белая пешка · f2 чёрный король · a1 белый король | h8 чёрный слон · c7 белая ладья · f7 белая пешка · g7 чёрный ферзь · e6 чёрный слон · g6 белый слон · e5 белая пешка · b2 белая пешка · c2 белая пешка · f2 чёрный король · a1 белый король | h8 чёрный слон · c7 белая ладья · f7 белая пешка · g7 чёрный ферзь · e6 чёрный слон · g6 белый слон · e5 белая пешка · b2 белая пешка · c2 белая пешка · f2 чёрный король · a1 белый король | h8 чёрный слон · c7 белая ладья · f7 белая пешка · g7 чёрный ферзь · e6 чёрный слон · g6 белый слон · e5 белая пешка · b2 белая пешка · c2 белая пешка · f2 чёрный король · a1 белый король | h8 чёрный слон · c7 белая ладья · f7 белая пешка · g7 чёрный ферзь · e6 чёрный слон · g6 белый слон · e5 белая пешка · b2 белая пешка · c2 белая пешка · f2 чёрный король · a1 белый король | h8 чёрный слон · c7 белая ладья · f7 белая пешка · g7 чёрный ферзь · e6 чёрный слон · g6 белый слон · e5 белая пешка · b2 белая пешка · c2 белая пешка · f2 чёрный король · a1 белый король | h8 чёрный слон · c7 белая ладья · f7 белая пешка · g7 чёрный ферзь · e6 чёрный слон · g6 белый слон · e5 белая пешка · b2 белая пешка · c2 белая пешка · f2 чёрный король · a1 белый король | h8 чёрный слон · c7 белая ладья · f7 белая пешка · g7 чёрный ферзь · e6 чёрный слон · g6 белый слон · e5 белая пешка · b2 белая пешка · c2 белая пешка · f2 чёрный король · a1 белый король | 2 |
| 1 | h8 чёрный слон · c7 белая ладья · f7 белая пешка · g7 чёрный ферзь · e6 чёрный слон · g6 белый слон · e5 белая пешка · b2 белая пешка · c2 белая пешка · f2 чёрный король · a1 белый король | h8 чёрный слон · c7 белая ладья · f7 белая пешка · g7 чёрный ферзь · e6 чёрный слон · g6 белый слон · e5 белая пешка · b2 белая пешка · c2 белая пешка · f2 чёрный король · a1 белый король | h8 чёрный слон · c7 белая ладья · f7 белая пешка · g7 чёрный ферзь · e6 чёрный слон · g6 белый слон · e5 белая пешка · b2 белая пешка · c2 белая пешка · f2 чёрный король · a1 белый король | h8 чёрный слон · c7 белая ладья · f7 белая пешка · g7 чёрный ферзь · e6 чёрный слон · g6 белый слон · e5 белая пешка · b2 белая пешка · c2 белая пешка · f2 чёрный король · a1 белый король | h8 чёрный слон · c7 белая ладья · f7 белая пешка · g7 чёрный ферзь · e6 чёрный слон · g6 белый слон · e5 белая пешка · b2 белая пешка · c2 белая пешка · f2 чёрный король · a1 белый король | h8 чёрный слон · c7 белая ладья · f7 белая пешка · g7 чёрный ферзь · e6 чёрный слон · g6 белый слон · e5 белая пешка · b2 белая пешка · c2 белая пешка · f2 чёрный король · a1 белый король | h8 чёрный слон · c7 белая ладья · f7 белая пешка · g7 чёрный ферзь · e6 чёрный слон · g6 белый слон · e5 белая пешка · b2 белая пешка · c2 белая пешка · f2 чёрный король · a1 белый король | h8 чёрный слон · c7 белая ладья · f7 белая пешка · g7 чёрный ферзь · e6 чёрный слон · g6 белый слон · e5 белая пешка · b2 белая пешка · c2 белая пешка · f2 чёрный король · a1 белый король | 1 |
|   | a | b | c | d | e | f | g | h |   |

Решение.

1. Лe7! (угрожая 2. Лe8) Ф:e5

2. f8Ф+ Крg1!

3. c3 Фe1+

4. Сb1 Ф:c3!

5. Лg7+! С:g7

6. Фf1+!! Кр: f1

7. Сd3+! Крe1

8. bc Крd2!

9. Сc2! Крc1

10. Сb3!! С:b3 пат.